# Prva knjiga o Makabejcima
Prva knjiga o Makabejcima je jedna od knjiga Biblije i Staroga zavjeta. Pripada u deuterokanonske knjige. Napisana je oko 100. pr. Kr. Biblijska kratica knjige je 1 Mak.
Prva knjiga o Makabejcima jedna je od deuterokanonskih knjiga, koje kao sastavni dio Staroga zavjeta priznaju katolici i pravoslavni. Židovi i većina protestanata smatra ovu knjigu pouzdanom povijesno, ali ne kao dio Biblije. 
Makabejci su židovska junačka obitelj. Riječ "Maccabee" vjerojatno znači "čekić". No ime može značiti i kombinaciju početnih hebrejskih slova poznate riječi iz Mojsijeve pjesme u čast Jahvi: "Tko je kao ti, Jahve, među bogovima" (Mi Kamoha Be-elim, Hašem?)
Izraelom je vladao Aleksandar Makedonski do smrti 323. pr. Kr. Nakon toga, carstvo Ptolomejevića iz Egipta i Seleukidsko carstvo iz Sirije (Seleukovići) borili su se za prevlast u Izraelu. Pobijedili su ovi drugi. Oni su željeli helenizirati Židove. Posebno je teško bilo za vrijeme Antioha IV. Epifana, koji je ograničio židovsku vjeru, kulturu i tradiciju. Zabranio je obrezivanje, svetkovanje subote (šabata), bogoslužje i sl. Ova knjiga je o židovskoj obitelji Makabejaca, koji su podigli ustanak protiv Seleukovića. I Prva i druga knjiga o Makabejcima pišu o istim događajima, ali na drugačiji način. Pisac knjige pisao je iz perpektive Makabejaca sa simpatijama prema njima. U njima se vidio spas Izraela (1 Mak 5,62). Vrijeme radnje obuhvaća cijelo vrijeme otpora i ustanka od 175. do 134. pr. Kr. te kako je spas židovskog naroda došao od Boga preko Matatijine obitelji i njegova tri sina: Jude Makabejca, Jonatana Makabejca, Šimuna Makabejca i unuka Ivana Hirkana (Šimunov sin). Uspjeli su osloboditi Jeruzalem i Hram. Prethodno su imali velike gubitke, kada se nisu željeli boriti i braniti subotom, jer im je vjera nalagala, da subotom miruju. Nakon toga, su shvatili da moraju i na taj dan. Ponovno su posvetili Hram u Jeruzalemu 165. pr. Kr. Budući, da je Seleukidsko carstvo pred raspadom, uspjeli su 162. pr. Kr. uspostaviti nezavisnu judejsku državu. Za vrijeme vladavine Šimuna Makabejca, vladalo je blagostanje, veliku važnost imali su Hram i čitanje Tore. Bili su zahvali Bogu. U društvu su osnovani pokreti saduceja, esena i farizeja, koji se nisu slagali s pojedinim djelovanjima Makabejaca, bili su protiv helenizma, zalagali su se za jačanje židovstva i ustrajnost u vjeri.